# Línia evolutiva de Treecko
Aquesta línia evolutiva de Pokémon inclou Treecko, Grovyle i Sceptile.

## Treecko
Treecko (キモリ, Kimori en l'original japonès) és una de les 493 criatures fictícies de la franquícia Pokémon. És de tipus planta i evoluciona a Grovyle.

### Informació general
Treecko és un dels pokémon d'inici de les edicions Robí, Safir i Maragda. És de tipus planta i te'l ofereix el Profesor Bedoll a la Ruta 101 com a agraïment per haver-lo salvat d'un Poochyena salvatge que l'empaitava. Treecko evoluciona al nivell 16 a Grovyle, que evoluciona enl Nv. 36 a Sceptile, un pokémon amb unes característiques de luxe, que destaca per la seva increïble velocitat.
El nom de Treecko és un acrònim de les paraules tree (arbre) i gecko, l'animal al qual s'assembla. El seu nom japonès és d'igual forma un acrònim d' arbre (木, ki) i gecko (家守 or 守宮, yamori).

### Característiques
- Tipus: Planta
- Nombre: 252
- Habilitat: Espessor
- Evolució: Grovyle Nv:16
- Alçada: 0.5 m
- Pes: 5 kg

### Moviments

#### Bàsics
- Naixement: Destructor (Normal)
- Naixement: Maliciós (Normal)
- Nv.6: Absorbir (Planta)
- Nv.11: At. Ràpid (Normal)
- Nv.16: Persecució (Sinistre)
- Nv.21: Grinyol (Normal)
- Nv.26: Megaesgotar (Planta)
- Nv.31: Agilitat (Psíquic)
- Nv.36: Cop de porta (Normal)
- Nv.41: Detecció (Lluita)
- Nv.46: Gigadrenat (Planta)

#### Moviments ou
- Triturar (Sinistre)
- Xipolleig de llot (Terra)
- Esforç (Normal)
- Drenadores (Planta)
- Alè dragó (Dragó)
- Urpa Brutal (Normal)
- Batzegada aèria (Volador)
- Grup Ou: Monstre/Dragó

## Grovyle
Grovyle (ジュプトル Jiyuputoru al Japó, Reptain a Alemanya i Massko a França) és una de les espècies que apareixen a la franquícia Pokémon. És l'evolució d'un dels primers Pokémon que et deixen triar als jocs de Pokémon Ruby i Sapphire, és a dir, Treecko. Com els altres Pokémons inicials número 2 a la Pokédex, Grovyle, és de tipus herba. També té una petita "excepció" respecte als altres Pokémons inicials de Hoenn; és la segona evolució i no s'hi ha afegit 2n tipus, diferència a: Torchic, tipus foc, evoluciona a Combusken, tipus foc-lluita, i Mudkip, tipus aigua, evoluciona a Marshtomp, tipus aigua-terra.
El nom Grovyle prové de les paraules angleses "grove" (bosquet) i "reptile" (rèptil).

### Estadístiques

#### Informació bàsica
- Número a la Pokédex:
  - Nacional: #253
  - Johto: ---
  - Hoenn: #2
- Altura: 0,9 m / 2'11"
- Pes: 22 kg / 48.0 Ib
- Distribució: 68% mascle i 32% femella
- Tipus: Herba
- Espècie: Dragó de bosc
- Evolució: Sceptile Nv:36

## Sceptile
Sceptile és una de les espècies que apareixen a la franquícia Pokémon. És de tipus planta i evoluciona de Grovyle.